# Antonio Aldape
Aldape  Chávez est un nom espagnol. Le premier nom de famille, en général paternel, est Aldape ; le second, en général maternel, souvent omis, est Chávez.
Antonio Aldape Chávez  (né le 20 novembre 1978) est un coureur cycliste mexicain. Son frère Moisés est également coureur professionnel.

## Palmarès
- 2002
  - Grand Prix San Giuseppe
  - 3e de la Coppa Caivano
  - 3e de la Coppa Fiera di Mercatale
- 2003
  -  Champion du Mexique sur route
  - 3e du Giro del Valdarno
- 2006
  - 5e étape de la Vuelta al Estado de Oaxaca
  - 3e du championnat du Mexique contre-la-montre
- 2007
  - 6ea étape du Doble Copacabana Grand Prix Fides
  - 3e du Tour de Chihuahua
- 2008
  - 6e étape du Tour du Mexique
- 2009
  - 2e du championnat du Mexique sur route

## Classements mondiaux
| Année            | 2006 | 2007 | 2008 | 2009 | 2010 |
| ---------------- | ---- | ---- | ---- | ---- | ---- |
| UCI America Tour | 204e |      | 56e  |      | 365e |
| UCI Europe Tour  |      | 313e |      |      |      |